# Сперхеиды
Сперхеиды (лат. Spercheidae) — семейство насекомых отряда жесткокрылых, включающее один род Spercheus Kugelann, 1798 и шесть видов. Маленькие водяные жуки.

## Распространение
В основном жители Старого Света. В Южной Америке обитает один вид. В России обитает один вид — Spercheus emarginatus. Древнейшей находкой семейства в ископаемом состоянии считается Prospercheus cristatus из верхней юры Монголии.